# Centrale nucleare di Ringhals
La centrale nucleare di Ringhals è una centrale elettronucleare svedese situata presso la città di Varberg, nella contea di Halland, in Svezia. L'impianto è composto da 4 reattori, 3 PWR ed uno BWR per 3605 MW di potenza netta, che fanno di questo impianto il più potente della Svezia.